# Arnold Houbraken
Arnold Houbraken (ur. 28 marca 1660 w Dordrechcie, zm. 14 października 1719 w Amsterdamie) – holenderski malarz, rytownik, krytyk sztuki i historiograf malarstwa holenderskiego XVII w.
Nauczycielami Houbrakena byli Jacobus Leveck i Samuel van Hoogstraten. W 1678 został członkiem gildii św. Łukasza w Dordrechcie. W 1685 ożenił się z Sarą Sasbout, z którą miał dziesięcioro dzieci. Około 1709 roku przeniósł się z Dordrechtu do Amsterdamu, gdzie mieszkał do śmierci w 1719. Arnold Houbraken malował obrazy mitologiczne i religijne, portrety oraz pejzaże.
Arnold Houbraken najbardziej znany jest z trzytomowego dzieła De groote Schouburgh der Nederlantsche Konstschilders en Schilderessen (1718–21). Była to monumentalna praca poświęcona biografiom XVII-wiecznych malarzy holenderskich, stanowiąca do czasów współczesnych podstawowe źródło historyczne na ten temat.
Syn Houbrakena, Jacobus (1698-1780) był rytownikiem specjalizującym się w portrecie. Córka, Antonina (1686-1736) zajmowała się rysunkiem i rytownictwem. Oboje wykonywali ilustracje dla publikacji ojca.